# Amériques
Amériques è una composizione per grande orchestra sinfonica scritta da Edgard Varèse fra il 1918 e il 1922.

## Storia
Fra le prime composizioni scritte quando arrivò negli Stati Uniti, Amériques pose Varèse all'attenzione del mondo musicale. Anche se non fu realmente la sua prima opera, avendo distrutto molti suoi lavori precedenti, la composizione è certamente la prima importante, preceduta solo da Un grand sommeil noir per pianoforte e soprano scritta nel 1906.
Varèse fu presente alla prima parigina de La sagra della primavera di Stravinskij il 29 maggio 1913 e ne rimase fortemente impressionato. Amériques risente in modo evidente delle innovazioni ritmiche e timbriche attuate dal compositore russo nel suo capolavoro; Varèse riuscì però a superarlo nell'esplorazione di nuove sonorità, sperimentando suoni fino a raggiungere il rumore.
La prima esecuzione avvenne il 9 aprile 1926 con l'Orchestra di Filadelfia diretta da Leopold Stokowski. Varèse in seguito, nel 1927, operò una revisione del suo lavoro, riducendo in parte il numero degli esecutori; la nuova versione venne eseguita il 30 maggio 1929 a Parigi alla Salle Gaveau con la direzione di Gaston Poulet.

## Organico orchestrale
L'orchestra impiegata da Varèse è enorme, ben più grande della seppur notevole compagine de Le sacre du printemps. Ha utilizzato anche strumenti inusuali, soprattutto nelle percussioni, fra cui spiccano la frusta, la macchina del vento, le campane da slitta e il "ruggito del leone", particolare tamburo provvisto di una corda di crine che, vibrando, produce un suono simile a un ruggito.
Legni: tre ottavini, quattro flauti, flauto contralto, quattro oboi, corno inglese, heckelfono, clarinetto basso, clarinetto contrabbasso, quattro fagotti, due controfagotti
Ottoni: otto corni in Fa, sei trombe, quattro tromboni tenore, trombone basso, basso tuba, due tube contrabbasso
Percussioni: timpani (due esecutori)
Tredici esecutori diversi per ciascun gruppo di strumenti:  
1. Xilofono, triangolo, raganella, campane da slitta
2. Glockenspiel, ruggito del leone, raganella, frusta
3. Tamburello, gong
4. Celesta, due grancasse, clapper, gong, triangolo, ruggito del leone
5. Due grancasse, clapper
6. Nacchere, campane da slitta
7. Campane da slitta, sirena, fischietto per barche, macchina del vento
8. Piatti, gong
9. Rullante
10. Richiamo del corvo, campane da slitta, ruggito del leone, macchina del vento, triangolo, clapper
11. Clapper, ruggito del leone, campane da slitta, frusta
12. Frusta, triangolo, clapper, macchina del vento
13. Campane da slitta, clapper, gong, triangolo

Fanfara:  quattro trombe (due in Mi bemolle, due in Re), tre tromboni (due tenori, basso)
Archi: violini I e II (sedici ciascuno), viole (quattordici), violoncelli (dieci), contrabbassi (dieci) con estensioni al Do basso
Due arpe

## Analisi
Dopo un inizio tranquillo che ricorda certe suggestioni impressionistiche di Debussy, in particolare la fluidità di Jeux, l'orchestra viene coinvolta nella sua pienezza con l'aumento della potenza sonora e della velocità di esecuzione con un grande crescendo sull'esempio del Sacre.
Il lavoro è caratterizzato da forti dissonanze e da una polifonia molto complessa. L'utilizzo di blocchi sonori, basati sui timbri degli strumenti, e posti in continua contrapposizione l'uno con l'altro, richiamano ancora la struttura de La sagra della primavera.
Oltre agli evidenti debiti del compositore con Stravinskij, sono anche molte le influenze della musica di Debussy; la sonorità del flauto contralto che si ripresenta più volte nella prima parte dell'opera, ricorda il Prélude à l'après-midi d'un faune, così come l'impiego dell'arpa, strumento molto amato da Debussy, ma in seguito mai più usato da Varèse. Nonostante tutti questi richiami, Amériques resta pur sempre un lavoro originale per le innovazioni e le particolarità presentate; l'amore per la vita della città e la modernità dei mezzi meccanici, utilizzati più volte nelle opere successive, sono già presenti in questa composizione dove un esempio notevole è dato dall'uso ripetuto delle sirene.